# Famous Oberogo
Famous Oberogo   (Amsterdam, 23 de juliol de 1999) és un cantant i compositor andalús d'ascendència nigeriana conegut per haver guanyat Operación Triunfo 2018. També ha treballat com a actor de televisió i de teatre musical.

## Vida primerenca
De pares nigerians, va néixer a la capital dels Països Baixos, però per inconvenients que se'ls van presentar poc després es van mudar a Nigèria. Finalment, a 6 anys es va traslladar al municipi de Bormujos, a la província de Sevilla, on va créixer.
Va estudiar el batxillerat escènic a Bormujos. Compaginava els estudis amb la passió per la música: com a creient, cantava gòspel africà a l'església.
Es va començar a interessar per la música com a camp de treball a conseqüència d'una lesió al braç, que li va impossibilitar de jugar a bàsquet. Segons va explicar a La Vanguardia, això el va cortrencar i es va refugiar en la música escoltant Alicia Keys i Adele, entre d'altres.

## Carrera
El 2018, a 19 anys, va ser admès a l'Acadèmia d'Operación Triunfo com un dels més jóvens de l'edició. La seva trajectòria en el programa va captivar l'audiència i el jurat professional, amb la qual cosa va arribar a la final i va ser proclamat guanyador del concurs per votació popular.
Acabada la gira per Espanya amb els companys de programa, es va centrar en la producció i el llançament de cançons. L'agost del 2019, va sortir al mercat el seu primer senzill, Bulla, que no va tenir gaire ressò. Entre d'altres, ha col·laborat amb Disney i Loteries i Apostes de l'Estat.
El febrer del 2020, va deixar el segell Universal Music per a unir-se a Aloma Music Worldwide. Més tard, va fundar la discogràfica World Famous Music a Nigèria. Actualment, però, és un artista independent.
L'octubre de 2022 se'n va anunciar la participació en el Benidorm Fest 2023, el concurs que enviarà a la representació espanyola per al Festival d'Eurovisió, a celebrar-se a Liverpool el maig del 2023. Hi va presentar la cançó inèdita La Lola, coreografiada en part per Juan Montero, que destaca per haver treballat amb Lola Índigo. És la segona vegada que es postula com a representant d'Espanya a Eurovisió: quan concursava a Operación Triunfo ho va fer amb No puedo más. De fet, és el motiu primordial pel qual va participar a Operación Triunfo. Amb tot, el 2023 no va poder superar la semifinal: tenia amb prou feines 87 punts.
S'ha consolidat com un artista que mescla pop, sons urbans, afrobeat i reggaeton. També l'han influït el soul i el funk.
Fora de la música, ha incursionat en el món de la interpretació fent de secretari de l'associació madrilenya LGBTI COGAM en un episodi de la tercera temporada de Paquita Salas el 2019. A més, va formar part de l'elenc del musical El Rei Lleó com a Mufasa a Madrid el 2022. També va interpretar Déu a La llamada entre maig i juny del 2019 a la Sala Cándido Lara del Teatre Lara de Madrid. Actualment, resideix a Madrid.

## Influències
Pel que fa a la moda, pren com a referents Jason Derulo, Bruno Mars, Pharrell Williams i Loïc Nottet.

## Ideologia política
El cantant s'ha pronunciat fermament en contra del racisme i la xenofòbia. Particularment, el 2020 es va posicionar en contra del trumpisme exercit pel partit espanyol d'ultradreta Vox mitjançant Twitter.

## Discografia

### Àlbums
- Sus canciones (2018)

### Senzills
- No puedo más (2018)
- Bulla (2019)
- Hoy ya no (2020)
- Pamela (2020)
- Si habla el amor (2020)
- Something (2021) (amb Blaq Jerzee)
- La Lola (2022)